# Le Choc des générations
Pour plus de détails, voir Fiche technique et Distribution.
Le Choc des générations, ou Surveillance parentale au Québec (Parental Guidance) est un film américain réalisé par Andy Fickman, sorti en 2012.

## Synopsis
Artie Decker était le seul maître chez lui, jusqu'à ce que sa femme Diane accepte de garder leurs trois petits-enfants pendant l’absence professionnelle de leurs parents. Artie et Diane tentent d’appliquer leur méthode d’éducation, faite de règles strictes, de jeux désuets et de beaucoup d’amour, mais ces enfants d’aujourd’hui vont leur en faire voir de toutes les couleurs. Chacun va devoir découvrir l’autre au-delà de ses préjugés pour avoir une chance de former enfin une vraie famille…
Mais de nombreuses catastrophes vont se produire a cause d'Artie…

## Fiche technique
- Titres français : Le Choc des générations
- Titre québécois : Surveillance parentale
- Titre original : Parental Guidance
- Réalisation : Andy Fickman
- Scénario : Lisa Addario et Joe Syracuse
- Musique : Marc Shaiman
- Photographie : Dean Semler
- Montage : Kent Beyda
- Production : Peter Chernin, Billy Crystal, Dylan Clark
- Sociétés de production : 20th Century Fox, Walden Media, Chernin Entertainment, Face Productions
- Société de distribution : 20th Century Fox
- Budget : 25 millions de dollars[1]
- Pays :  États-Unis
- Langue : Anglais
- Format : Couleurs - Dolby Digital - SDDS - 35 mm - 1,85:1
- Genre : Comédie
- Durée : 105 min

## Distribution
Légende : VFB = Version Belge et V. Q. = Version Québécoise
- Billy Crystal (VFB : Franck Dacquin ; VQ : Alain Zouvi) : Artie Decker
- Bette Midler (VFB : Francine Laffineuse ; VQ : Anne Caron) : Diane Decker
- Marisa Tomei (VFB : Sophie Landresse ; VQ : Isabelle Leyrolles) : Alice Simmons
- Tom Everett Scott (VFB : Steve Driesen ; VQ : Antoine Durand) : Phil Simmons
- Bailee Madison (VFB : Aaricia Dubois ; VQ : Ludivine Reding) : Harper Simmons
- Joshua Rush (VFB : Tim Belasri ; VQ : Nicolas Poulin) : Turner Simmons
- Kyle Harrison Breitkopf (VFB : Achille Dubois ; VQ : Vassili Schneider) : Barker Simmons
- Jennifer Crystal Foley (VQ : Rose-Maïté Erkoreka) : Cassandra
- Rhoda Griffis (VQ : Élise Bertrand) : Dr. Schveer
- Gedde Watanabe (VQ : Éric Paulhus) : M. Cheng
- Tony Hawk : Lui-même
- Christine Lakin : Helen
- Jody Thompson : Aaron
- Ralph Branca : le juge légendaire